# Hrvatski narod (Buenos Aires)
Hrvatski narod je bio hrvatski emigrantski list.
Utemeljen je u Buenos Airesu u Argentini, a nastao je nakon što se HOP podijelio po strujama.
Hrvatski narod je bio glasilom "reorganiziranog HOP-a", grane koja se opredijelila za struju koju je vodio Vjekoslav Vrančić.
Izlazile su do konca 1985.

## Urednici
(popis nepotpun)
- Stjepan Barbarić

### Poznati suradnici
- Mira Vrljičak

## Vanjske poveznice i izvori
Bože Vukušić: Tajni rat UDBE protiv hrvatskog iseljeništva, Klub hrvatskih povratnika iz iseljeništva, Zagreb, 2001.
- HIC  Arhivirana inačica izvorne stranice od 10. travnja 2008. (Wayback Machine) Hrvati u Argentini